# 原諒我
《原諒我》是由港台歌手邰正宵演唱，心弦音樂製作，2011年9月30日hEhA Music所發行的第六張單曲，只作為派台用途，並未公開販售。

## 曲目
1. 原諒我
  - 作曲：邰正宵，作詞：火火（李家榮），編曲：Terence Teo，監製：邰正宵、吳俊毅

## 唱片版本
- CD版

## 音樂錄影帶
| 歌名   | 執導   | 首播日期     | 頻道   | 附註 |
| ------ | ------ | ------------ | ------ | ---- |
| 原諒我 | 張清峰 | 2011年9月1日 | 土豆網 |      |

## 備註
1. ↑  my903.com - 叱咤正在普選[永久]，2012年1月12日 (四) 00:05 (UTC+8)查閱（繁體中文）